# Naos
Pour les articles homonymes, voir Naos (homonymie).
Naos, du grec ancien ναός / naós, « temple, sanctuaire », désigne, dans le domaine de l'architecture, la partie centrale d'un édifice cultuel, recevant généralement l'effigie d'une divinité.
Ainsi correspond-il à la partie la plus importante d'un temple de la Grèce antique, de l'Égypte antique, au Débir du temple de Jérusalem, ou encore au « Saint des Saints » des églises orthodoxes.

## Égypte antique
| O18 |

| O18 |

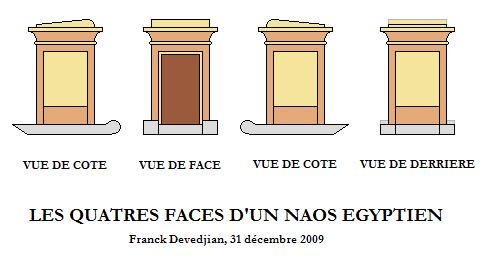
Les quatre faces d'un naos égyptien.

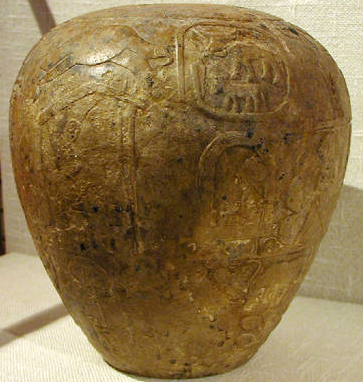
On distingue sur la gauche un naos avec le roi Narmer assis à l'intérieur.

Le naos est connu dans sa forme égyptienne depuis le début de l'histoire de l'Égypte antique. Il est représenté par l'hiéroglyphe O18 de la liste de Gardiner.
Tout pharaon commence sa construction divine par celui-ci, puis achève le reste du monument, car c'est dans cette pièce que repose la Divinité.
Chaque temple abrite un naos, salle ultime de l'élément divin renfermant une statuette à l'image du dieu ou de la déesse. Un seul homme peut entrer en contact avec Dieu : le pharaon. Celui-ci ne peut pas se multiplier partout dans le pays alors il se double, cultuellement, en tant que grand prêtre. Le grand prêtre est le seul capable de pénétrer dans la salle sainte.
La statue d'une personne titulaire d'un petit naos, comme la statue du trésorier ramesside Panehsy, est appelée naophorous. Les premiers exemples de ces statues datent de la XVIIIe dynastie.

## Grèce antique - Rome antique

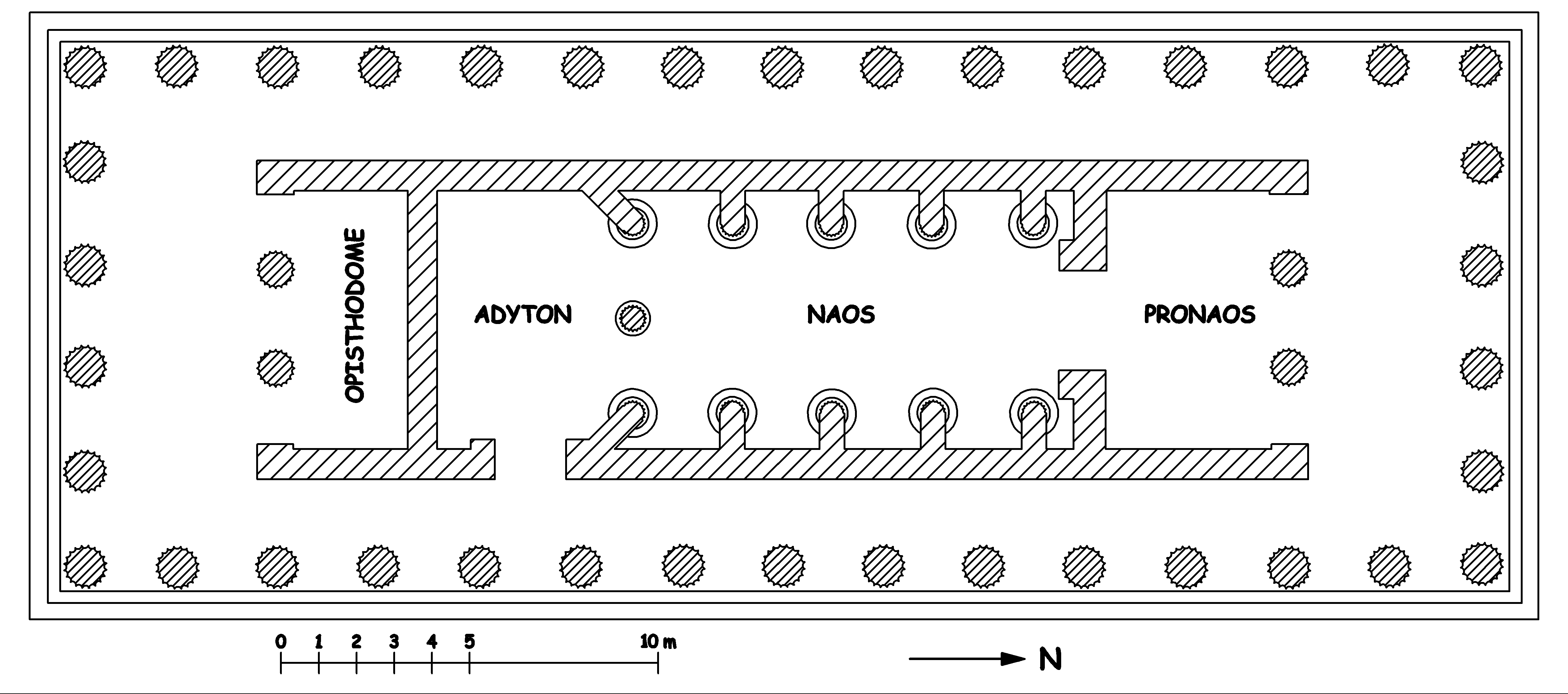
Naos dans le temple d'Apollon à Bassae.

Dans les temples grecs et romains (latin : cella), il renferme aussi la statue du dieu, à laquelle le profane n'accède normalement pas.